# Franciscus Xaverius Stracké

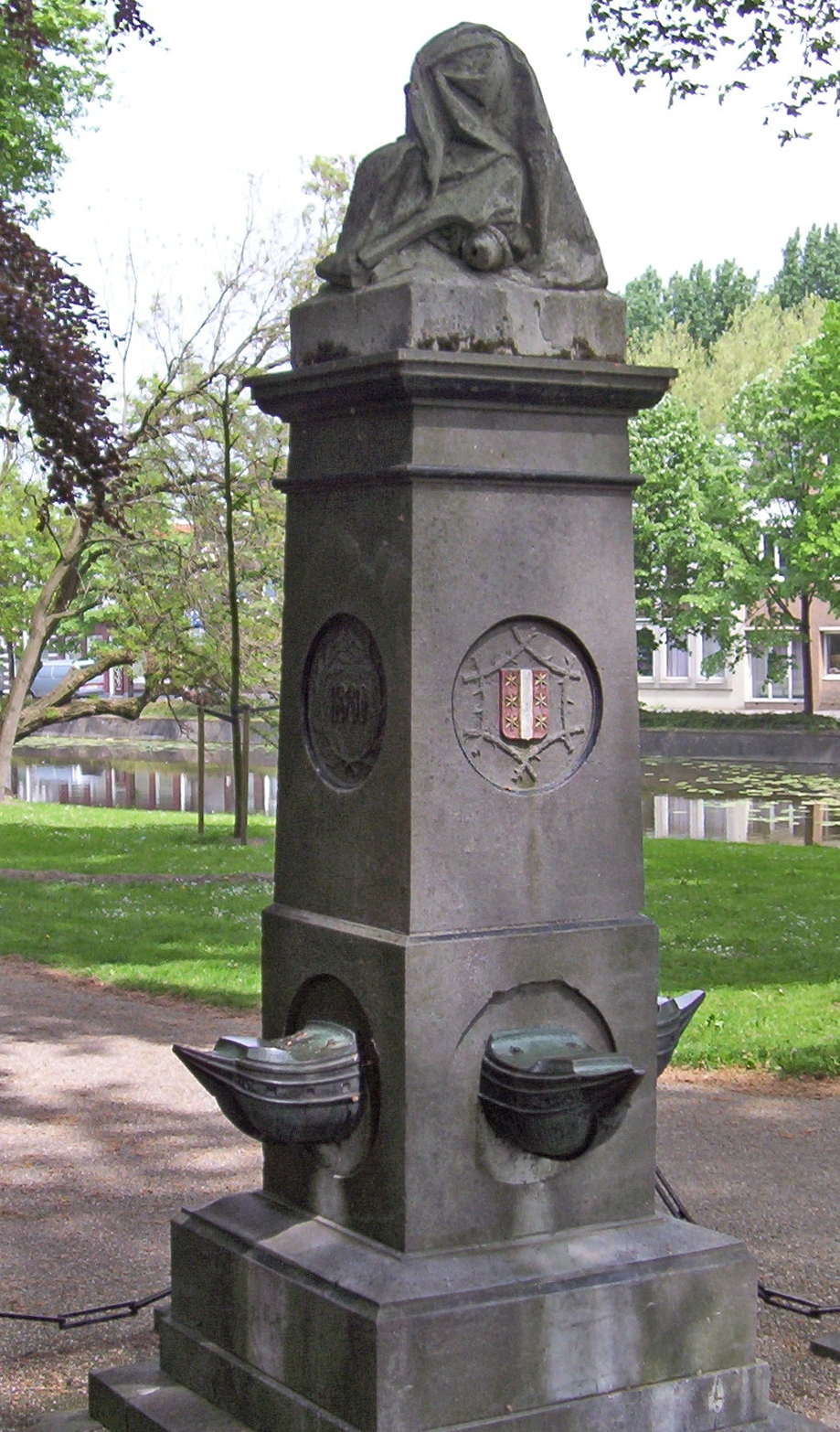
Monument voor de gebroeders Cornelis en Frederik de Houtman (1880), Gouda (foto 2006)

Franciscus Xaverius Stracké (Arnhem, 1850 - Utrecht, 5 augustus 1888) was een Nederlands beeldhouwer.
Stracké, zoon van de beeldhouwer Frans Stracké en Johanna Geertruida Verwaijen, was een telg uit een geslacht met meerdere beeldhouwers.
In 1880 kreeg hij de opdracht voor het vervaardigen van een monument voor de in Gouda geboren ontdekkingsreizigers Cornelis en Frederik de Houtman. Het beeld, in de vorm van een afgeplatte obelisk, is vervaardigd van natuursteen. Aan de vier zijden van het gedenkteken zijn bronzen elementen bevestigd in de vorm van schepen. Deze ornamenten dragen de opschriften Mauritius, Hollandia, Amsterdam, en Duyfken, de namen van de schepen, waarmee de gebroeders Houtman naar Indië voeren. Het monument werd in 2011 door koperdieven vernield. Zij sloopten de bronzen elementen van de zuil.